# Femicidio en Ecuador

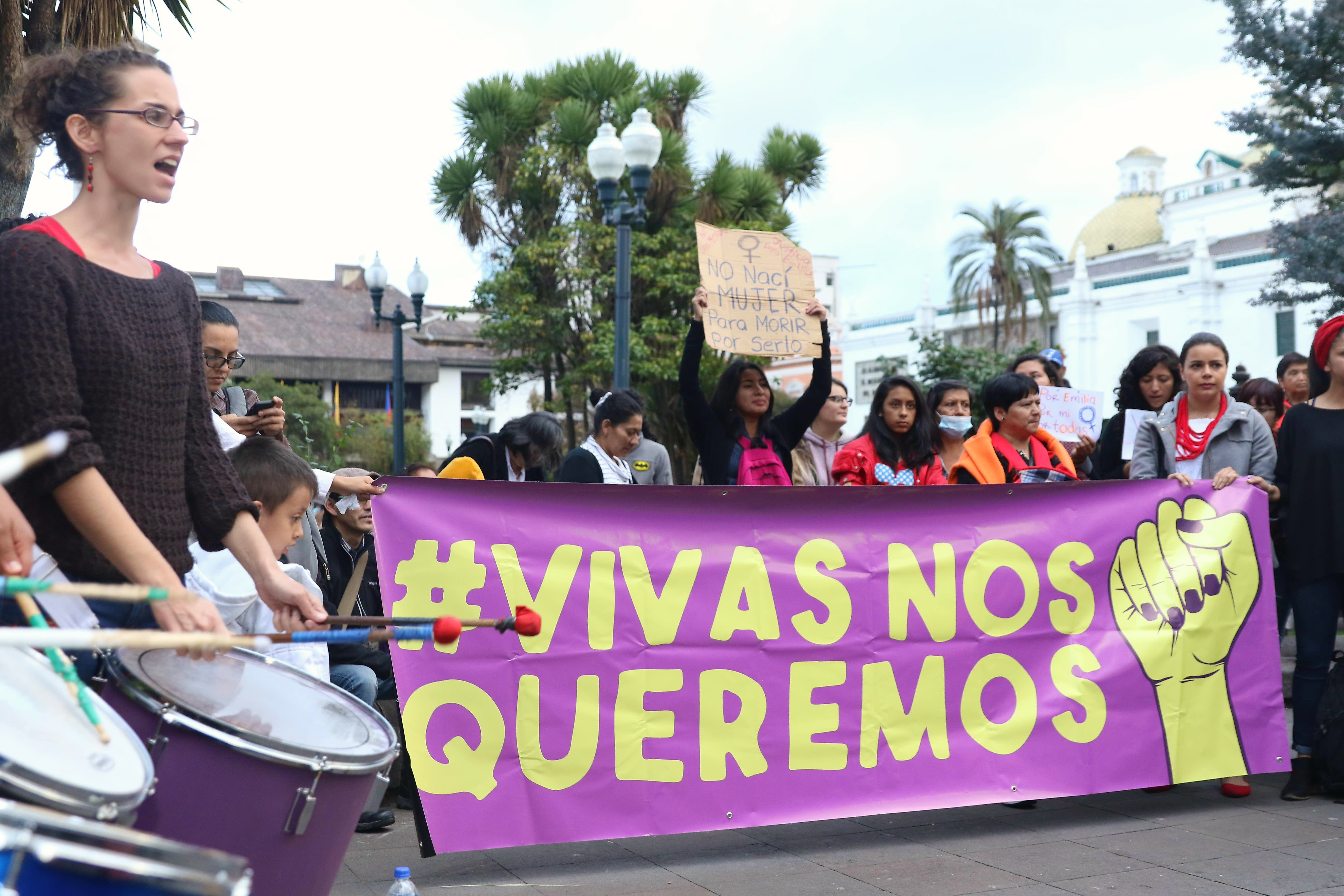
Plantón contra los femicidios frente al Palacio de Carondelet (Quito, 21 de diciembre de 2017)

El femicidio en Ecuador es un delito contra el bien jurídico de la vida de mujeres y niñas tanto que  se pueden evidenciar actos graves en el cual va de la mano una gama de violencia sumamente fuerte y deshumano, se ha podido evidenciar que muchas mujeres han pasado por  violencias tanto sexual, psicológica, física, emocional etc. generando así la muerte de muchas de ellas.  Todo esto podemos ver que nace con la existencia de relaciones inequitativas, desiguales y basadas en el abuso del poder. El machismo o una sociedad patriarcal, que surge de los patrones socioculturales, es la razón por las que se da el femicidio. En la actualidad dentro de la legislatura ecuatoriana, el femicidio está tipificado como delito dentro del Código Orgánico Integral Penal en su artículo 141. El término se designa a los casos de asesinatos cometidos en contra de mujeres.

## Antecedentes
La Comisión de Transición Hacia el Consejo de las Mujeres y la Igualdad de Género, publicó en septiembre del 2010 el estudio denominado “Femicidio en Ecuador” en el cual se obtuvieron los siguientes resultados: 
Entre el 2005 y el 2007, a partir del estudio de 170 muertes de mujeres en las ciudades de Guayaquil, Esmeraldas, Cuenca y Portoviejo, 77.5% fueron femicidios, mientras que en las otras 16.3% existe la sospecha que también lo fueron. Además solo un 6.3% de los homicidios restantes  se pudieron descartar como femicidios, lo que significa que en la minoría de homicidios resultó casualidad que la víctima sea mujer. La mayoría de muertes intencionales y violentas de mujeres son el producto de relaciones de control y violencia 
Este estudio fue uno de los que evidenció la grave situación de la sociedad ecuatoriana con respecto al femicidio en la cual las mujeres pierden la vida por su razón de género. 
A pesar de estos indicadores y la presión ejercida por los colectivos de varios sectores del Ecuador , que se sumaron para denunciar este fenómeno, antes del año 2014, la ausencia de un marco penal invisibilizaba la realidad del Femicidio en Ecuador.

## Marco jurídico
En el Ecuador, hasta antes del 2014 no estaba definido el delito de femicidio como tal, aunque era punible a través del tipo penal de asesinato u homicidio en el caso de que sea una mujer. El homicidio simple y el asesinato estaban tipificado en los artículos 449 y 450 respectivamente del antiguo Código Penal, sin embargo, no hacían mención o distinción alguna de si la víctima fuese de sexo o género femenino.
A partir de la promulgación del nuevo Código Orgánico Integral Penal (COIP), el 28 de enero de 2014, y entrada en vigencia 180 días después, el 10 de agosto de aquel año, quedó derogado el anterior Código Penal. El COIP introdujo el concepto de femicidio en la legislación ecuatoriana, tipificando aquel delito en su artículo 141. Aquella persona que incurriera en la infracción detallada tendrá una sanción de pena privativa de libertad que puede ir de 22 a 26 años, dependiendo de los agravantes, atenuantes y el caso en particular.
En el mismo texto legal del COIP, se establecen las circunstancias agravantes de este delito de forma detallada, las cuales consisten en: 
el ánimo de establecer o restablecer una relación afectiva con la víctima; haber existido relación familiar, sentimental o conyugal que implique confianza; cometerse en frente de hijos o familiares; y la exposición del cadáver en lugares públicos.
La Constitución de la República del Ecuador (2008), en su Art.66. Numeral 3, literales a y b, declara que: Se reconocerá y garantizará a las personas: el derecho a la integridad personal, que incluye: la integridad física, psíquica, moral y sexual; y una vida libre de violencia en el ámbito público y privado.En lo que le concierne al Estado, este adoptará las medidas necesarias para prevenir, eliminar y sancionar toda forma de violencia, en especial la ejercida contra las mujeres, niñas, niños y adolescentes, personas adultas mayores, personas con discapacidad y contra toda persona en situación de desventaja o vulnerabilidad; idénticas medidas se tomarán contra la violencia, la esclavitud y la explotación sexual
En efecto, el Ecuador cuenta desde 1995 con La Ley Contra la Violencia a la Mujer y la Familia (n.º 103) y su reglamento, que sanciona las agresiones cometidas en el ámbito intrafamiliar; posteriormente en el año 2005 se realizaron reformas al Código Penal Ecuatoriano que mejoraron y ampliaron la tipificación de ciertos delitos sexuales; y más adelante en el 2006 se aprobó un nuevo Código de Salud que precautela los derechos sexuales y reproductivos de las mujeres. Además, como se mencionó anteriormente, el Estado ecuatoriano es suscriptor de los instrumentos internacionales que garantizan los derechos humanos de las mujeres y las protegen contra la violencia de género.
En términos de políticas públicas, el Ecuador cuenta desde 1997 con el Consejo Nacional de las Mujeres (CONAMU), organismo rector de políticas públicas de género en el país; con la Dirección Nacional de Género (DINAGE) como el organismo que coordina y controla las Comisarías de la Mujer y la Familia a nivel nacional; y con la Oficina de Defensa de los Derechos de la Mujer y la Familia (ODMU), que es la unidad de la policía que ejecuta las órdenes dispuestas por las comisarías y demás oficinas de administración de justicia para la protección e investigación de casos de violencia contra las mujeres.
Asimismo, cuenta con el Plan de Igualdad de Oportunidades (PIO) declarado como política de Estado mediante decreto ejecutivo 1207a en marzo de 2006, y el Plan Nacional de Erradicación de la Violencia de Género que igualmente fue declarado como política de Estado mediante decreto ejecutivo n.º 620 el septiembre de 2007. Sin embargo, si bien existen instituciones y políticas para combatir la violencia contra las mujeres en el país especialmente en el ámbito familiar, cuando ésta llega a su último eslabón y se convierte en homicidio por razones de género no existe un marco legal que la identifique ni la sancione como tal, pues el femicidio no está tipificado en el Código Penal Ecuatoriano, por el contrario, está invisibilizado como homicidio.
Varios países lo han incluido como delito en sus legislaciones penales, con variaciones  en el tipo penal.

## Casos
- Femicidio en menos de 5 días en Quito

El lunes 17 de julio del 2017 se encontraron 3 cadáveres de mujeres que habían recibido maltrato físico hasta ser asesinadas. Lázara de 21 años, su hermana Yudeisy de 15 años y la madre de las dos, Yudelkys de 44 años, murieron tras recibir varias puñaladas. El asesino de estas mujeres era la expareja de Lázara, quien se suicidaría tras haber cometido el triple asesinato y de prender fuego al departamento.  
Lázara, Yudeisy y Yudelkys fueron asesinadas con ensañamiento. Antes de quitarse la vida, su agresor las hirió con cuchillo y machete, las mujeres sufrieron cortes en sus manos y brazos, perforaciones en sus órganos.
Las otras dos víctimas fueron encontradas en tres lugares diferentes el 21 de julio del 2017, el primer lugar fue la estación de transferencia de basura en el sur de Quito, en ese lugar se encontraron los brazos mutilados de una de las víctimas en una funda negra. Varias horas después se encontró el cadáver en Conocoto en el interior de un inmueble. Después de realizar las investigaciones necesarias se logró identificar a la víctima, Yadira N. El mismo día a las 12 horas se pudo encontrar un segundo cuerpo perteneciente a Nancy N., a dos cuadras de su hogar. Este cadáver presentaba signos de violencia y además se encontró en su cartera una boleta de auxilio.
- Caso Sharon

La cantante de tecnocumbia Edith Bermeo, más conocida como Sharon la hechicera, fue una de las artistas ecuatorianas más conocidas del país. Esta cantante falleció el 4 de enero del 2015 a los 40 años de edad. Hubo mucha confusión en torno a su muerte, ya que fue muy violenta y no se lograba determinar quién había sido el asesino.
Inicialmente, el esposo de Sharon, declaró que fue un accidente en el que fue impactada por un vehículo al bajar del auto para recoger un pañal de su hijo. Sin embargo, tras varios días de investigación se pudo determinar que se trataba de un caso de femicidio.
La declaración final del caso fue que hubo forcejeo en el auto entre la cantante y su pareja, Geovanny López, en el que el asesino propiciaría un golpe que la hizo salir del vehículo y de esta manera recibiendo el impacto de otro auto que le provocaría fracturas en el cráneo, dejándola en coma y acabando con su vida minutos más tarde.
La pareja de Edith Bermeo fue declarada culpable de homicidio culposo, sentenciándolo a dos años de cárcel. No obstante, la hija de la cantante, realizó los trámites respectivos para que la pena subiera a 26 años de prisión, siendo aceptada por los respectivos jueces. 
- Caso Diana

El pasado 19 de enero de 2019 en la ciudad de Ibarra una joven embarazada fue tomada como rehén por más de 90 minutos y murió atacada por Yordi Rafael L. La joven era de Natabuela (Imbabura). El caso ha conmocionado a la ciudadanía debido a que murió apuñalada doce veces en la vía pública, frente a la Policía Nacional y el acto fue grabado por moradores de la zona.
Se conoce que Diana Carolina tenía dos hijos de 3 y 5 cinco años de edad dejándolos en orfandad.